# ترجمة أعمال هوميروس

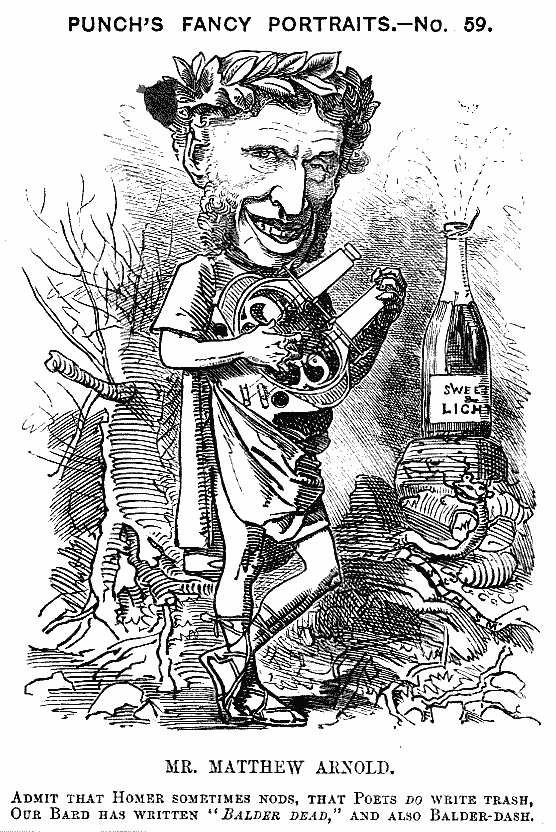
صورة كاريكاتيرية من مجلة اللكمة، 1882: "أعترف بأن هوميروس يتعثر في بعض الأوقات، وأن الشعراء يكتبون الرديء من الشعر، وقام شاعرنا بكتابة قصيدة "موت الأصلع" والكثير من الهراء أيضًا"

كان كتاب ترجمة أعمال هوميروس، والذي نُشر في يناير 1861، عبارة عن نسخة مطبوعة من سلسلة من المحاضرات العامة التي ألقاها ماثيو أرنولد الذي تولى منصب أستاذ الشعر بجامعة أوكسفورد من 3 نوفمبر 1860 حتى 18 ديسمبر 1860.
وكان أرنولد يهدف إلى مناقشة مبادئه حول النقد الأدبي التي تم تطبيقها على ملحمتي هوميروس وعلى ترجمة أحد النصوص الكلاسيكية. فقد علق باستنكار على المقال النقدي الذي كتبه جون راسكن في عام 1860 بعنوان «مترجمو أعمال هوميروس إلى اللغة الإنجليزية» في مجلة ناشونال ريفيو. وقد سمح إلى حد بعيد بالمقارنة والنقد للترجمات التي تم نشرها بالفعل للملاحم الشعرية، وخاصةً
- ترجمة جورج تشابمان للأوديسة
- ترجمة ألكسندر بوب للإلياذة
- ترجمة ويليام كوبر للإلياذة
- ترجمة إيكابود تشارلز رايت للإلياذة (المجلد 1، 1859 وظهر المجلد 2 في 1865)
- ترجمة فرانسيس وليام نيومان للإلياذة (1856)

لقد أضاف ملاحظات مهذبة على كتاب قصائد هوميروس للكاتب ويليام ماجين (الذي ظهر في البداية في مجلة فريزر، حيث سعى أرنولد إلى نشر المحاضرات بها).

يحدد أرنولد أربع صفات أساسية لهوميروس الشاعر والتي يجب على المترجم إيفاؤها حقها:
أنه كان يتسم بالسرعة الفائقة؛ وكان يتصف بكونه بسيطًا ومباشرًا في كل من تطور أفكاره وفي التعبير عنها، كما يتضح من خلال استخدامه للجمل واختياره للكلمات؛ وكانت أفكاره تتسم بكونها بسيطة ومباشرة، كما يتضح في مضمون عمله وأفكاره؛ وفي النهاية، كان يتسم بالنبل
بعد المناقشة حول البحور الشعرية التي تناولها المترجمون السابقون، ومن خلال الشعر القصصي الإنجليزي الحالي، وضح أرنولد الحاجة إلى ترجمة الإلياذة المكتوبة بالطريقة سداسية التفاعيل بلهجة شعرية، مثل اللهجة الأصلية. وأشار في الترجمات الألمانية للإلياذة والأوديسة إلى الأبيات سداسية التفاعيل التي قام بها جون هنريك فوس. ولقد استشهد أرنولد وإدوارد كرافن هاوتري|إدوارد كرافن هاوتري بترجمات لأبيات سداسية التفاعيل باللغة الإنجليزية لمقاطع قصيرة لهوميروس، وقام أيضًا بدراسة الشعر سداسي التفاعيل الأصلي الإنجليزي، الذي يشمل
- كتاب ذا بوثي أوف توبير نا فولتش لآرثر هيو كلوف
- قصيدة إيفانجيلين لهنري وادسوورث لونجفيلو

لقد خصص أرنولد جزءًا أكبر لنقد الترجمة الأخيرة التي قام بها فرانسيس وليام نيومان للإلياذة في وزن يشابه الأغاني. وشعر نيومان بالاستياء من انتقاد أرنولد العلني لترجمته، ونشر ردًا عليه وهو الترجمة النظرية والعملية لأعمال هوميروس. وقام أرنولد بدوره بالرد على ذلك، من خلال المحاضرة الأخيرة، التي ألقاها في جامعة أوكسفورد في 30 نوفمبر 1861، والتي تم نشرها بعد ذلك بشكل منفصل في مارس 1862 تحت عنوان ترجمة أعمال هوميروس: الكلمات الأخيرة.

## وصلات خارجية
- Matthew Arnold, On Translating Homer, e-text (PDF) from victorianprose.org

## قائمة المصادر
- Matthew Arnold, On the classical tradition ed. R. H. Super. Ann Arbor: University of Michigan Press, 1960. [Text with commentary.]
- F. W. Newman, Homeric Translation in Theory and Practice: a reply to Matthew Arnold, Esq. London, 1861. (e-text from victorianprose.org)
- Ichabod Charles Wright, A Letter to the Dean of Canterbury on the Homeric Lectures of Matthew Arnold. London, 1864.